# Södra Tutjärnen
Södra Tutjärnen är en sjö i Årjängs kommun i Värmland och ingår i Göta älvs huvudavrinningsområde. Sjön har en area på 0,035 kvadratkilometer och ligger 188,5 meter över havet.

## Delavrinningsområde
Södra Tutjärnen ingår i det delavrinningsområde (657484-128466) som SMHI kallar för Utloppet av Olerudsjön. Medelhöjden är 138 meter över havet och ytan är 6,58 kvadratkilometer. Räknas de 2 avrinningsområdena uppströms in blir den ackumulerade arean 37,7 kvadratkilometer. Sundsbyälven som avvattnar avrinningsområdet har biflödesordning 3, vilket innebär att vattnet flödar genom totalt 3 vattendrag innan det når havet efter 226 kilometer. Avrinningsområdet består mestadels av skog (87 procent). Avrinningsområdet har 0,64 kvadratkilometer vattenytor vilket ger det en sjöprocent på 9,7 procent.